# U 520 (Kriegsmarine)
De U 520 was een U-boot van de IX C-klasse van de Duitse Kriegsmarine tijdens de Tweede Wereldoorlog. Hij werd tot zijn ondergang gecommandeerd door Kapitänleutnant Volkmar Schwartzkopff.

## Geschiedenis
De U 520 begon zijn training bij de 4. Unterseebootsflottille op 19 mei 1942 en werd gecommandeerd door Kptlt. Volkmar Schwartzkopff. Na het voltooien van zijn training werd hij op 1 oktober 1942 overgeplaatst naar de 2. Unterseebootsflottille.
De U 520 heeft één patrouille uitgevoerd van 1 oktober 1942 tot zijn ondergang op 30 oktober 1942, waarin hij geen schepen tot zinken heeft gebracht of beschadigd. Op 30 oktober werd hij ten oosten van Newfoundland, op positie 47° 47′ 0″ NB, 49° 50′ 0″ WL, ten zinken gebracht door dieptebommen vanaf een Digby-vliegtuig (Douglas B-18 Bolo) van de RCAF. Alle 53 bemanningsleden kwamen hierbij om.